# 薩摩順吉
薩摩 順吉（さつま じゅんきち、1946年 - ）は、日本の工学者。数学教育者。東京大学名誉教授、武蔵野大学名誉教授。

## 来歴
1946年現在の奈良県大和郡山市に生まれる。1968年京都大学工学部数理工学科卒業。1973年京都大学大学院工学研究科博士課程数理工学専攻単位修得退学。京都大学工学部数理工学科助手、宮崎医科大学医学部一般教育助教授、東京大学工学部物理工学科助教授を経て、東京大学大学院数理科学研究科教授、青山学院大学理工学部物理・数理学科教授、桜美林大学ビジネスマネジメント学群数学科非常勤講師、武蔵野大学工学部数理工学科教授。

## 人物
可積分系、非線形差分方程式の研究者として知られる。

## 業績
- Applied analysis in terms of nonlinear integrable systems. -- 京都大学数理解析研究所, 1994. -- (数理解析研究所講究録 ; 889)
- Applied analysis in terms of nonlinear integrable systems. -- 数理科学講究録刊行会, 1994. -- (数理科学講究録 ; 889)
- Development of soliton theory. -- 京都大学数理解析研究所, 1985. -- (数理解析研究所講究録 ; 554)
- Hirota's method in soliton theory. -- 京都大学数理解析研究所, 1989. -- (数理解析研究所講究録 ; 684)
- Mathematical aspects on nonlinear waves in fluids. -- 京都大学数理解析研究所, 1992. -- (数理解析研究所講究録 ; 782)
- Mathematical aspects on nonlinear waves in fluids. -- 京都大学数理解析研究所, 1991. -- (数理解析研究所講究録 ; 740)
- State of art and perspectives of studies on nonlinear integrable systems. -- 京都大学数理解析研究所, 1993. -- (数理解析研究所講究録 ; 822)
- State of art and perspectives of studies on nonlinear integrable systems. -- 京都大学数理解析研究所, 1994. -- (数理解析研究所講究録 ; 868)
- Toda lattice and the related topics. -- 京都大学数理解析研究所, 1988. -- (数理解析研究所講究録 ; 650)
- キーポイント線形代数 / 薩摩順吉, 四ツ谷晶二著. -- 岩波書店, 1992. -- (理工系数学のキーポイント / 和達三樹, 薩摩順吉編 ; 2)
- 局所構造の非線形動力学 / 研究代表者 和達三樹. -- 和達三樹, 1994
- ソリトンと統計物理学. -- 数理科学講究録刊行会, 1982. -- (数理科学講究録 ; 472)
- ソリトンと逆散乱変換 / アブロビッツ, シーガー著 ; 薩摩順吉, 及川正行訳. -- 日本評論社, 1991
- ソリトンと統計物理学. -- 京都大学数理解析研究所, 1982. -- (数理解析研究所講究録 ; 472)
- ソリトンの研究. -- 京都大学数理解析研究所, 1975. -- (数理解析研究所講究録 ; 255)
- ソリトン理論の工学への応用 / 研究代表者 薩摩順吉. -- 薩摩順吉, 1996
- ナヴィエ・ストークス方程式の解と場の構造. -- 京都大学数理解析研究所, 1986. -- (数理解析研究所講究録 ; 601)
- 非線形可積分系の応用数理 : 短期共同研究. -- 京都大学数理解析研究所, 1995. -- (数理解析研究所講究録 ; 933)
- 非線形波動の数理. -- 京都大学数理解析研究所, 1978. -- (数理解析研究所講究録 ; 332)
- 流体における波動現象の数理とその応用. -- 京都大学数理解析研究所, 1994. -- (数理解析研究所講究録 ; 866)
- 流体力学における非線型問題. -- 京都大学数理解析研究所, 1973. -- (数理解析研究所講究録 ; 185)
- 非線形離散可積分系理論によるマルチボデイダイナミックスの解析と制御 / 研究代表者 薩摩順吉. -- [東京大学数理科学研究科], 2002. -- (科学研究費
- 補助金(基盤研究(B)(2))研究成果報告書 ; 平成10年度〜平成13年度)
- 非線形離散型方程式の完全積分可能性と解の構造 / 研究代表者 薩摩順吉. -- 薩摩順吉, 2002
- 非線形離散型方程式の完全積分可能性と解の構造 / 研究代表者 薩摩順吉. -- [東京大学数理科学研究科], 2002. -- (科学研究費補助金(基盤研究(B)(2))
- 研究成果報告書 ; 平成10年度〜平成13年度)
- 微分積分+微分方程式 / 川野日郎, 薩摩順吉, 四ツ谷晶二共著. -- 裳華房, 2004. -- (理工系の数理 / 薩摩順吉, 藤原毅夫, 三村昌泰, 四ツ谷晶二編集)
- 理工系の数理 / 薩摩順吉, 藤原毅夫, 三村昌泰, 四ツ谷晶二編集. -- 裳華房

ほか多数